# (33198) Mackewicz
(33198) Mackewicz est un astéroïde de la ceinture principale.

## Description
(33198) Mackewicz est un astéroïde de la ceinture principale. Il fut découvert le 20 mars 1998 à Socorro (Nouveau-Mexique) par le projet LINEAR. Il présente une orbite caractérisée par un demi-grand axe de 3,07 UA, une excentricité de 0,09 et une inclinaison de 1,8° par rapport à l'écliptique.